# 1913–1914-es svájci labdarúgó-bajnokság (első osztály)
Az 1913–1914-es Swiss Serie A volt a 17. alkalommal megrendezett, legmagasabb szintű labdarúgó-bajnokság Svájcban.
A címvédő a Montriond Lausanne volt. A szezont az Aarau csapata nyerte, a bajnokság történetében másodjára.

## Keleti csoport
| Hely. | Csapat               | M  | Gy | D | V  | G+ | G– | Gk  | P  | Továbbjutás vagy kiesés |
| ----- | -------------------- | -- | -- | - | -- | -- | -- | --- | -- | ----------------------- |
| 1.    | Aarau                | 14 | 11 | 2 | 1  | 55 | 14 | +41 | 24 | Továbbjutó              |
| 2.    | St. Gallen           | 14 | 8  | 3 | 3  | 30 | 22 | +8  | 19 |                         |
| 3.    | Winterthur           | 14 | 5  | 5 | 4  | 36 | 26 | +10 | 15 |                         |
| 4.    | Zürich               | 14 | 7  | 1 | 6  | 32 | 31 | +1  | 15 |                         |
| 5.    | Blue Stars Zürich    | 14 | 5  | 3 | 6  | 31 | 37 | −6  | 13 |                         |
| 6.    | Brühl                | 14 | 4  | 5 | 5  | 27 | 35 | −8  | 13 |                         |
| 7.    | Young Fellows Zürich | 14 | 3  | 2 | 9  | 25 | 36 | −11 | 8  |                         |
| 8.    | Baden                | 14 | 1  | 3 | 10 | 21 | 56 | −35 | 5  |                         |

## Központi csoport
| Hely. | Csapat                   | M  | Gy | D | V  | G+ | G– | Gk  | P  | Továbbjutás vagy kiesés |
| ----- | ------------------------ | -- | -- | - | -- | -- | -- | --- | -- | ----------------------- |
| 1.    | Young Boys               | 14 | 10 | 2 | 2  | 46 | 21 | +25 | 22 | Továbbjutó              |
| 2.    | Basel                    | 14 | 9  | 1 | 4  | 63 | 33 | +30 | 19 |                         |
| 3.    | Bern                     | 14 | 9  | 1 | 4  | 40 | 32 | +8  | 19 |                         |
| 4.    | Etoile La Chaux-de-Fonds | 14 | 7  | 1 | 6  | 34 | 34 | 0   | 15 |                         |
| 5.    | Biel                     | 14 | 5  | 2 | 7  | 33 | 34 | −1  | 12 |                         |
| 6.    | Nordstern Basel          | 14 | 5  | 1 | 8  | 29 | 34 | −5  | 11 |                         |
| 7.    | La Chaux-de-Fonds        | 14 | 3  | 2 | 9  | 26 | 57 | −31 | 8  |                         |
| 8.    | Old Boys                 | 14 | 2  | 2 | 10 | 21 | 47 | −26 | 6  |                         |

## Nyugati csoport
| Hely. | Csapat             | M  | Gy | D | V  | G+ | G– | Gk  | P  | Továbbjutás vagy kiesés |
| ----- | ------------------ | -- | -- | - | -- | -- | -- | --- | -- | ----------------------- |
| 1.    | Cantonal Neuchâtel | 12 | 11 | 1 | 0  | 52 | 15 | +37 | 23 | Továbbjutó              |
| 2.    | Lausanne Sports    | 12 | 8  | 2 | 2  | 51 | 15 | +36 | 18 |                         |
| 3.    | Servette           | 12 | 8  | 0 | 4  | 54 | 25 | +29 | 16 |                         |
| 4.    | Stella Fribourg    | 12 | 6  | 1 | 5  | 30 | 30 | 0   | 13 |                         |
| 5.    | Genf               | 12 | 4  | 0 | 8  | 20 | 42 | −22 | 8  |                         |
| 6.    | Montreux Narcisse  | 12 | 3  | 0 | 9  | 24 | 44 | −20 | 6  |                         |
| 7.    | Concordia Yverdon  | 12 | 0  | 0 | 12 | 8  | 68 | −60 | 0  |                         |

## Döntő
| Hely. | Csapat             | M | Gy | D | V | G+ | G– | Gk | P | Továbbjutás vagy kiesés |
| ----- | ------------------ | - | -- | - | - | -- | -- | -- | - | ----------------------- |
| 1.    | Aarau              | 2 | 1  | 1 | 0 | 3  | 2  | +1 | 3 | Bajnok                  |
| 2.    | Young Boys         | 2 | 1  | 0 | 1 | 5  | 5  | 0  | 2 |                         |
| 3.    | Cantonal Neuchâtel | 2 | 0  | 1 | 1 | 4  | 5  | −1 | 1 |                         |